# Yatsushiro
Yatsushiro (八代市?, Yatsushiro-shi) è una città giapponese della prefettura di Kumamoto.